# Орландо, Бобби
Бо́бби Орла́ндо (англ. Bobby Orlando, настоящее имя Роберт Филипп Орландо, род. 11 января 1958, округ Уэстчестер, штат Нью-Йорк), известный также как Bobby O, — американский культовый музыкальный продюсер, «король Hi-NRG» 1980-х годов.
Известен по своему сотрудничеству с такими исполнителями, как Дивайн, The Flirts, Ронни Гриффит, Тони Касо, Pet Shop Boys и др.
Считается новатором в жанре hi-NRG за разработку своего фирменного звука и вокала «новой волны» с помощью «тяжелого синтезаторного баса», синтезаторов, фортепиано, гитар, ковбеллов.

## Биография
Отец Бобби был итальянцем, католиком, и работал школьным учителем в средней школе округа Уэстчестер, штат Нью-Йорк. Отец мечтал, что его сын будет профессиональным боксёром, поэтому с детства Бобби занимался боксом. К 18 годам у него было несколько серьёзных побед на ринге. Также, ещё в школьные годы он слушал музыку Элиса Купера и T. Rex. Он отказался от возможности получать стипендию обучаясь классической музыке, вместо этого играя на гитаре вместе с Джонни Сандерсом в подростковых глэм-рок-группах. Первым его коллективом была группа New York Dolls.
В 1977 Бобби работал инженером звукозаписи в Midsong Records. На этой студии ему позволили выпустить его первую песню «Dancin» для Тодда Форестера (Todd Forester). Так он начал создавать музыку собственными силами. В 1979 году он основал собственный лейбл 'O' Records, музыка которого ассоциировалась с китчем в стиле Hi-NRG, прославлявшая телесную страсть (как, например, «Danger» группы The Flirts, «Native Love» и «Shoot Your Shot» Дивайн, «Take A Chance On Me» группы Waterfront Home.
Спродюсировал множество хитов, в основном, в созданных им же группах и музыкальных проектах, часто состоявших из него одного. Он был главным вокалистом во многих своих группах, таких как: One, Two, Three (песни «Another Knife In My Back», «Runaway»); The Now; The Bigalows; Hippies with Haircuts; Kinski Music; Barbie & the Kens (песня «Just a Gigolo»); Waterfront Home (песня «Play That Jukebox»).
Его музыкальные проекты:
- Ian Darby;
- The Beat Box Boys;
- Spooge Boy;
- Something/Anything;
- New Breed;
- Jonny Bankcheck;
- Hotline;
- Waterfront Home;
- Banana Republic;
- Oh Romeo;
- Teenrock;
- The New York Models;
- Hippies With Haircuts;
- Girly;
- Barbie & the Kens;
- Wow;
- 1 plus 1;
- The He Man Band;
- The Boyd Brothers;
- Nancy Dean;
- Ian Darby with Ya Ya;
- Cha Cha featuring Don Diego;
- Yukihoro Takanawa;
- This is House;
- Joy Toy;
- Dressed To Kill;
- Band Of South;
- Dynasty featuring Dexter D;
- The Now;
- «One, Two, Three»;
- Darlene Down;
- The Fem-Spies;
- Gangsters of House;
- Girls Have Fun;
- Zwei Maenner;
- Gomez Presley;
- Gringo Lopez;
- Patty Phillipe;
- Malibu;
- Lilly & the Pink;
- Miss Tammi Dee;
- Mc Fritz and the P-Rockers;
- Charlene Davis;
- Claus V;
- Ronnie Goes to Liverpool;
- The Bang Gang;
- Bubba and The Jack Attack;
- Fascination;
- Free Enterprise;
- Sandra Ford;
- Future Generation;
- Citrus;
- The College Boys;
- Condo;
- The Bigalows;
- Free Expression;
- The Look;
- Contact;
- Lola;
- Lifestyle;
- I Spies;
- Latin 1;
- Kinski Music;
- Gina Desire;
- Beachfront;
- Vision 1;
- John «Gumball» Gonzales;
- C. Shore;
- Cha Cha Garcia;
- Klaus Vogel;
- Mein;
- B. Banora;
- Yuki;
- Gato Perro.

Самая известная теперь песня Бобби Орландо как продюсера — «West End Girls» группы Pet Shop Boys. Нил Теннант, тогда ещё никому не известный, был большим почитателем его таланта и Hi-NRG-звучания, и показал ему демозаписи. Бобби записи понравились и он согласился продюсировать группу. Он подписал группу на свой инди-лейбл Bobcat Records и спродюсировал несколько ставших потом известными песен. Как говорят участники группы, когда они работали с Бобби, они хотели сделать именно аутентичную пластинку в стиле Бобби.) Спродюсированная Бобби песня «West End Girls» была издана как сингл и, хоть и не была коммерчески успешной, стала танцевальным хитом в клубах и проигрывалась на некоторых прогрессивных американских радиостанциях. Затем группа решила расстаться с продюсером, и заплатила владельцу лейбла Бобби О большие отступные. Затем группа подписала контракт с Parlophone, перезаписали и «West End Girls» и другие песни. На первом альбоме Pet Shop Boys звучат уже именно эти версии. Кроме того, новая версия «West End Girls» была вновь издана как сингл и постепенно стала хитом.

## Сольная дискография

### Альбомы
- 1983 — Freedom In An Unfree World (20-е место в Швейцарии)[14]
- 1985 — Bobby O & His Banana Republic
- 2005 — Outside the Inside
- 2010 — Bright Nothing World
- 2011 — Social Contract Theory
- 2012 — Primitive Primal Scream
- 2012 — Self-Evident Truth
- 2013 — Idols Of The Mind
- 2014 — Twilight Of The Masses
- 2015 — Paragon of Energy
- 2016 — Perception of One

### Синглы
- 1982 — «She Has A Way»[15]
- 1982 — «I’m So Hot 4 You»[16]
- 1983 — «Reputation» (20-е место в Швейцарии)[17]
- 1983 — «I Cry For You»
- 1983 — «Givin' Up»
- 1983 — «Lookin' Out / Try It (I’m In Love With A Married Man) / Reputation / How To Pick Up Girls»
- 1983 — «All Girls Are The Same»
- 1983 — «Reputation»
- 1985 — «A Man Like Me»
- 1985 — «How To Pick Up Girls»
- 1985 — «Whisper To A Scream»
- 1986 — «Runway Girl»
- 1988 — «Suspicious Minds»
- 1988 — «These Memories (Remix) / She Has A Way (Remix)»
- 1988 — «Suspicious Minds»
- 1989 — «Love Attack»
- 1989 — «I’ll Never Find Another»
- 2005 — «Sorrow»
- 2005 — «Excited»